# Möbelwagen

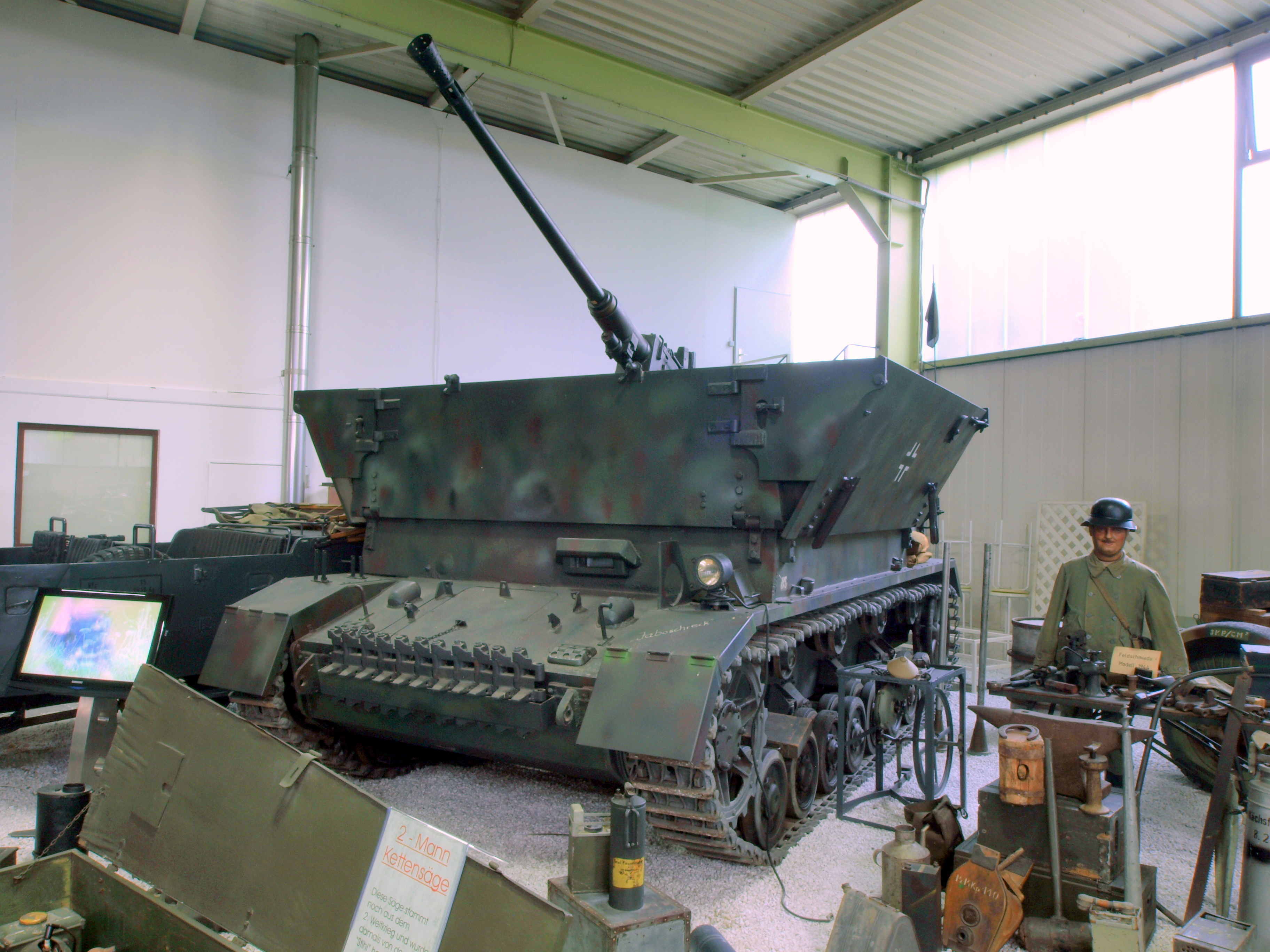
«Möbelwagen» в музеї в Зінсхаймі

Flakpanzer IV «Möbelwagen» (повна назва 3,7 cm FlaK auf Fahrgestell Panzerkampfwagen IV (Sf)) — німецька зенітна самохідна установка (ЗСУ) часів Другої світової війни на базі середнього танка PzKpfw IV. За відомчою системою позначення бронетехніки носила індекс Sd.Kfz. 161/3.
Свою назву «Möbelwagen» («меблевий фургон») отримала через зовнішню схожість в похідному положенні (з піднятими бронещитками гармати) з меблевим фургоном.
У 1943 сили Люфтва́ффе вже не могли забезпечити захист німецької армії від атак ворожих літаків. Відповідно, виникла потреба у мобільній зенітній артилерії. На початку року було вперше висловлено думку про необхідність створення мобільної артилерійської платформи на базі PzKpfw IV.
Прототип, озброєний зчетвереною 20 мм гарматою (Flakvierling) продемонстрували Гітлеру 7 грудня 1943 року. Однак, одразу ж стало ясно, що вогневої сили цього зразка замало для боротьби з сучасними літаками. Надалі у цих ЗСУ використовувалась єдина гармата 3.7 cm Flak.
Перші установки були виготовлені у квітні 1944, а всього їх було створено близько 240 одиниць.
Möbelwagen створювались на основі шасі Panzer IV, які були підбиті на Східному фронті та повернені на завод для ремонту. Замість башти встановлювались бронеплити завтовшки 20 мм. Плити могли знаходитись у двох положеннях: горизонтальному — дозволяючи вести вогонь з гармати по цілям на землі, та напівприкритому — коли стріляти можна було лише вверх. В обох випадках команда була погано захищена.
ЗСУ непогано проявила себе у бою, але фактично це було тимчасове рішення. Згодом на заміну їй прийшли спеціально сконструйовані зенітні установки Ostwind та Wirbelwind.